# 大久保偵次
大久保 偵次（おおくぼ ていじ、1883年（明治16年）6月15日 - 1973年（昭和48年）2月10日）は、日本の大蔵官僚。銀行局長時代に帝人事件の被告となるも無罪判決を受けた。関場家の養子となっていたため、前半生では関場偵次と名乗る。

## 生涯

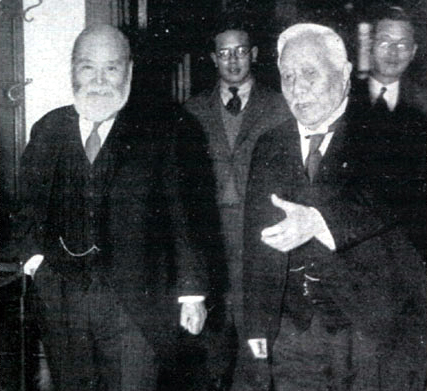
大久保の局長在任時は主に齋藤内閣の時代で、大久保は大蔵大臣高橋是清（左）を補佐する。齋藤内閣は帝人事件で総辞職した。

鹿児島県に生まれる。長兄が屯田兵となっていたことから北海道琴似村に移住し、17歳で関場不二彦の養子となった。札幌中学、第一高等学校を経て、東京帝国大学法科大学を卒業。文官高等試験に合格し、大蔵省に入省する。同期生に首席の後藤文夫や、石黒忠篤などがいる。
官歴は大蔵属に始まる。大蔵省事務官、同書記官を経て、仏国、英国各駐剳財務官代理、国際連盟総会随員を歴任。第一次世界大戦終結後の独国による対日賠償に関わった。銀行局検査課長、日本銀行と横浜正金銀行の検査官を経て1930年（昭和5年）3月、銀行局長に就任。1934年（昭和9年）帝人事件で収賄に問われ休職となる。
市ヶ谷刑務所に収監された際には革手錠が使用された。このことについて貴族院議員の岩田寅造が司法省を追求した。
しかし、この事件の裁判では被告16名全員が無罪となった。穂積重遠は帝大同期生有志101名を代表して大久保を弁護した。
その後は北支那開発理事、同社経理部長、金属回収統制会社社長を務めた。
戦後に公職追放となり、同郷後進の育英事業に尽力する。1905年（明治38年）、大久保は土居通次（のち徳島県知事）と北海道学生会を創設していた。1933年（昭和8年）、会は財団法人北海道在京学生後援会に発展し、その初代理事長に就任。東京大空襲で寮が焼失したため、他の一人と個人保証で融資を受けて再建した。1970年（昭和45年）まで在任し、前年には藍綬褒章を授与されている。
大久保の妻は大審院院長池田寅二郎の妹スミ。フランス文学者大久保輝臣は長男である。